# West Richland
West Richland is een plaats (city) in de Amerikaanse staat Washington, en valt bestuurlijk gezien onder Benton County.
In West Richland is het hoofdkwartier en de productiesite gevestigd van autofabrikant SSC North America, opgericht en vroeger gekend als Shelby SuperCars, en de ontwerper van wagens als de SSC Ultimate Aero TT en de SSC Tuatara.

## Demografie
Bij de volkstelling in 2000 werd het aantal inwoners vastgesteld op 8385.
In 2006 is het aantal inwoners door het United States Census Bureau geschat op 10.199, een stijging van 1814 (21.6%).

## Geografie
Volgens het United States Census Bureau beslaat de plaats een oppervlakte van
56,4 km², waarvan 56,2 km² land en 0,2 km² water.

## Plaatsen in de nabije omgeving
De onderstaande figuur toont nabijgelegen plaatsen in een straal van 20 km rond West Richland.